# Sweet Baby Inc.
Sweet Baby Inc. — це канадська студія розробки наративів і консультацій, розташована в Монреалі. Заснована колишніми розробниками Ubisoft, у тому числі сценаристкою Кім Белейр і менеджером із продуктів Девідом Бедаром, компанія консультує щодо наративів відеоігор під час розробки, щоб просувати різноманіття, справедливість та інклюзію в наративи ігор і студії. «Sweet Baby» консультував кількох розробників та ігри, зокрема «Sable», «God of War: Ragnarök» і «Alan Wake 2». У 2023 році студія стала мішенню онлайн-користувачів, які стверджували, що вона просуває «Woke-адженду».

## Історія
Компанія Sweet Baby Inc. була заснована в Монреалі в 2018 році колишніми розробниками Ubisoft, зокрема сценаристом Кім Белейр і менеджером із продуктів Девідом Бедаром. Белейр стала головним виконавчим директором Sweet Baby, а Бедар — операційним директором. Белейр сказала, що вона заснувала компанію, щоб сприяти просуванню жінок і маргінальнихізованих груп в індустрії відеоігор.
Компанія надає консультації щодо наративів гри під час розробки та сприяє гендерній та расовій різноманітності в командах розробників, включаючи коректну та постійну оплату праці, навчання та згадки в титрах. Заявлена мета Sweet Baby полягає в тому, щоб персонажі з різних демографічних груп були додані не лише для номінальної присутності, але й щоб їхній образ був шанобливим, вписувався в загальний контекст і був написаний для якісних сценаріїв. Щоб цього досягнути Sweet Baby організовує консультації розробників із представниками різних етнічних груп і культур при створенні персонажів із цих самих культур. Компанія зв'язує розробників зі студіями при появі вакансій. Хоча студію можна проконсультувати на будь-якому етапі розробки, Белейр вважала, що у неї було більше шансів на покращення, якщо зайти раніше, щоб уникнути переробки завершеної роботи.
З 2018 року Бедар був менеджером контенту бренду, а Белейр — архітектором сюжету в Unknown 9, трансмедійному проекті, що охоплює комікси, романи та відеоігри, спочатку як співробітники розробника Reflector Entertainment, а потім — у складі Sweet Baby. Студія проводила консультації щодо сюжету та персонажів God of War: Ragnarök, зосереджуючись на тому, щоб зробити чорношкірого персонажа Ангрбоду більш близьким до темношкірої аудиторії, визнаючи при цьому скандинавську міфологію гри. Sweet Baby приєднався до розробки «Goodbye Volcano High» у 2020 році та очолював команду наративів після перезавантаження розробки у 2021 році.
У 2022 році студія розробила «Lost Your Marbles» для портативної консолі Playdate і сформувала дві команди приблизно з дванадцяти людей, щоб протягом шести місяців допомагати в розробці двох інших ігор Playdate: «Recommendation Dog» і «Reel Steel». Бедар вважав, що виконання двох проектів одночасно було «надто амбітним» для студії через різний графік виробництва. Студія приєдналася до «Afterlove EP» як консультанти після смерті письменника та дизайнера Мохаммада Фахмі у 2022 році, поспілкувавшись із Фахмі перед його смертю. Белейр допомагала Remedy Entertainment у вдосконаленні передісторії та сюжетної арки Саги Андерсон, головної героїні Alan Wake 2, а також працювала з A44 Games над розробкою Нор Ванек, головної героїні Flintlock: The Siege of Dawn. Студія приєдналася до виробництва Suicide Squad: Kill the Justice League на пізній стадії розробки, зосередившись на написанні аудіожурналів, діалогах неігрових персонажів і внутрішньоігровій рекламі. Sweet Baby також брав участь у написанні сценарію для Spider-Man 2. Станом на квітень 2024 року в Sweet Baby працювало 16 співробітників.

## Негативна реакція та переслідування в Інтернеті
У жовтні 2023 року Sweet Baby привернула негативну увагу на веб-форумі «Kiwi Farms», де один із користувачів назвав участь компанії у розробці Alan Wake 2 «можливо, одним із найбільших скандалів в історії ігор»; подібні публікації поширювалися на таких сайтах, як 4chan та в спільноті Reddit r/KotakuInAction. Співробітники заявили, що після цієї уваги до компанії було спрямовано невеликий рівень переслідувань, які посилилися у січні 2024 року, коли користувач Steam створив кураторську групу зі списком робіт Sweet Baby, закликаючи гравців уникати ігор, оскільки студія просувала «Woke-адженду». Кураторська група, відома як «Sweet Baby Inc detected», отримала підвищену увагу в лютому, коли співробітник Sweet Baby попросив інших кинути репорт на групу та її творця за порушення кодексу поведінки Steam. Творець групи звинуватив Sweet Baby у цензурі. До квітня група мала понад 355 000 підписників, а пов'язаний з нею сервер Discord — тисячі учасників. Обидва зазнали очищення контенту, щоб залишатися в мережі після того, як співробітники Steam та Discord зв'язалися з їхніми модераторами щодо потенційного порушення умов надання послуг, оскільки значна частина контенту, створеного користувачами, була на межі з мовою ворожнечі. Белейр сказала, що Sweet Baby не зв'язувалася з власником Steam, компанією Valve, щодо цієї групи.
Теорії щодо студії включали те, що вона прямо чи опосередковано контролювалася інвестиційною компанією BlackRock, що вона змусила Remedy зробити Сагу Андерсон з «Alan Wake 2» темношкірою (що заперечував режисер відеогри Кайл Роулі), і що вона була відповідальною за нещодавні невдачі у гучних іграх, таких як Suicide Squad , та за нещодавні звільнення в галузі. Численні журналісти назвали ці спростовані ідеї теоріями змови; деякі з них ґрунтувалися на окремих заявах, зроблених співробітниками Sweet Baby у соціальних мережах або на конференціях, вирваних із ширшого контексту, пов'язаного з їхніми поглядами на різноманітність в ігрових наративах. Натан Грейсон з Aftermath зазначив, що теорії, ймовірно, продовжуватимуть поширюватися доти, доки їхній наратив буде приваблювати глядачів та читачів; відео на YouTube про негативну реакцію разом зібрали мільйони переглядів. Белейр відповіла, що робота Sweet Baby спрямована на покращення наративів загалом, а не виключно на різноманітність та інклюзію; вона зазначила, що геймери думали, що студія просто додала прапори гордості до Spider-Man 2, хоча насправді вона забезпечувала роботу з наративами протягом приблизно трьох років, включаючи кілька рівнів та сюжетних ліній персонажів.
Як результат негативної реакції, співробітники Sweet Baby зіткнулися з переслідуваннями та спробами доксингу, при цьому увагу до компанії та її співробітників привернули відомі акаунти в соціальних мережах, зокрема Ілон Маск, Метт Волш та Libs of TikTok. Серед інших, хто зіткнувся з переслідуваннями, були репортер Kotaku, який першим звернув увагу на негативну реакцію, та розробники, які працювали з Sweet Baby або публічно підтримували її. Кілька журналістів та творців контенту порівняли це з «Геймергейт», а Стейсі Хенлі з «TheGamer» назвала це «черговим „собачим свистком“ по відмові від прогресивних ідей». Еш Перріш з «The Verge» вважав, що учасники Discord не намагалися «створити значущі зміни для своєї справи», а «просто були там заради атмосфери, хоч вона й прогіркла». Студія продовжувала працювати у звичайному режимі; Бедар вважав, що галузь звикла до подібних суперечок з часів Геймергейту. Її партнери, такі як «Insomniac Games», пропонували поради щодо подолання негативної реакції, спираючись на власний досвід переслідувань, а кілька розробників та консультантів, такі як Рамі Ісмаїл та Стів Сейлор, підтримали студію в соціальних мережах. Журналісти та науковці закликали інших партнерів студії публічно захистити її, щоб припинити неправдиві звинувачення та уникнути співучасті, а Брайант Френсіс з «Game Developer» закликав Steam та Discord уточнити свою політику, щоб уникнути подібних інцидентів та подальших переслідувань.

## Список ігор
| Рік  | Гра                                    | Розробник                 | Роль                                                          | Прим.         |
| ---- | -------------------------------------- | ------------------------- | ------------------------------------------------------------- | ------------- |
| 2019 | Neo Cab                                | Chance Agency             | написання                                                     | [ 38 ]        |
| 2020 | Dota Underlords                        | Valve                     | сценаристика                                                  | [ 39 ]        |
| 2020 | Assassin's Creed Valhalla              | Ubisoft Montreal          | сценаристика                                                  | [ 27 ] [ 38 ] |
| 2021 | Dungeons & Dragons: Dark Alliance      | Tuque Games               | сценаристика                                                  | [ 40 ]        |
| 2021 | Space Tow Truck                        | Eric Laflamme             | написання і наративний дизайн                                 | [ 41 ]        |
| 2021 | Sable                                  | Shedworks                 | написання і персонажі                                         | [ 5 ] [ 42 ]  |
| 2022 | Lost Your Marbles                      | Sweet Baby Inc.           | повна розробка                                                | [ 19 ] [ 42 ] |
| 2022 | Gotham Knights                         | WB Games Montréal         | сценаристика                                                  | [ 43 ]        |
| 2022 | God of War: Ragnarök                   | Santa Monica Studio       | наратив і консультація з питань персонажів                    | [ 6 ] [ 42 ]  |
| 2023 | Recommendation Dog!!                   | Sweet Baby Inc.           | повна розробка                                                | [ 19 ]        |
| 2023 | Reel Steal                             | Sweet Baby Inc.           | повна розробка                                                | [ 19 ]        |
| 2023 | Shadow Gambit: The Cursed Crew         | Mimimi Games              | чутливе читання                                               | [ 16 ]        |
| 2023 | Goodbye Volcano High                   | KO_OP                     | режисування наративів, дизайн, написання, чутливе читання     | [ 18 ] [ 42 ] |
| 2023 | Quantum Phantom Basketball             | Brenda Arts               | написання і виробництво                                       | [ 44 ]        |
| 2023 | The Crew Motorfest                     | Ubisoft Ivory Tower       | коректура, додаткове написання                                | [ 27 ] [ 42 ] |
| 2023 | Kingdom Eighties                       | Fury Studios              | додаткове написання                                           | [ 45 ]        |
| 2023 | Marvel's Spider-Man 2                  | Insomniac Games           | консультація з питань історії                                 | [ 5 ] [ 42 ]  |
| 2023 | Alan Wake 2                            | Remedy Entertainment      | персонажі, чутливе читання                                    | [ 6 ] [ 42 ]  |
| 2024 | Suicide Squad: Kill the Justice League | Rocksteady Studios        | сценаристика (аудіожурнали, негральні персонажі)              | [ 5 ] [ 42 ]  |
| 2024 | Tales of Kenzera: Zau                  | Surgent Studios           | наратив                                                       | [ 44 ]        |
| 2024 | Capes                                  | Spitfire Interactive      | консультація з питань персонажів                              | [ 42 ]        |
| 2024 | Flintlock: The Siege of Dawn           | A44 Games                 | написання і персонажі                                         | [ 23 ]        |
| 2024 | Battle Shapers                         | Metric Empire             | режисування наративів, дизайн, написання, світ                | [ 42 ]        |
| 2025 | Afterlove EP                           | Pikselnesia               | наративний дизайн і написання                                 | [ 21 ] [ 46 ] |
| 2025 | South of Midnight                      | Compulsion Games          | розробка історії, консультація з питань персонажів і культури | [ 42 ] [ 47 ] |
| 2025 | Usual June                             | Finji                     | наратив і персонажі                                           | [ 42 ] [ 48 ] |
| TBA  | Breeze in the Clouds                   | Stormy Nights Interactive | наративний дизайн і консультація                              | [ 49 ]        |
| TBA  | Contraband                             | Avalanche Studios         | чутливе читання, сценаристика                                 | [ 49 ]        |
| TBA  | Hyper Light Breaker                    | Heart Machine             | cтруктура історії та розвиток персонажів                      | [ 49 ] [ 50 ] |
| TBA  | Marvel's Wolverine                     | Insomniac Games           | консультація з питань історії                                 | [ 5 ]         |